# L'isola (singolo)
L'isola è un singolo della cantautrice italiana Emma, pubblicato il 5 gennaio 2018 come primo estratto dal quinto album in studio Essere qui.

## Descrizione
Scritto da Roberto Angelini, Gigi Canu e Marco Baroni dei Planet Funk, il brano presenta sonorità elettropop e funk. La cantante ha presentato L'isola attraverso la seguente dichiarazione:
L'isola è stato registrato e missato da Matt Howe presso le Officine Meccaniche di Milano, ed è stato masterizzato agli Sterling Sound di New York da Chris Gehringer, noto in passato per aver lavorato con artisti come Madonna, Lady Gaga e Rihanna.

## Accoglienza
Recensendo l'album, Alessandro Alicandri di TV Sorrisi e Canzoni si è soffermato sul brano, scrivendo che in esso «Emma ha azzerato ogni forma di negatività» senza «limitare la carica viscerale» che la contraddistingue, «comunicando in modo meno provocatorio ma sempre provocante».

## Video musicale
Il video, girato a Manhattan, è stato diretto da Lukasz Pruchnik e ideato dalla stessa Emma Marrone. È stato reso disponibile in concomitanza con il lancio del singolo attraverso il canale YouTube della cantante.
In esso viene mostrata la cantante tra le strade e la metropolitana del quartiere di New York in diverse situazioni e con differenti look.

## Tracce
Testi e musiche di Roberto Angelini, Gigi Canu e Marco Baroni.
1. L'isola – 4:17

## Formazione
Musicisti
- Emma – voce, cori
- Adriano Viterbini – chitarra
- Paul Turner – basso
- Luca Mattioni – arrangiamento, sintetizzatore, tastiera, programmazione
- Enrico "Ninja" Matta – batteria

Produzione
- Luca Mattioni – produzione
- Emma – produzione
- Matt Howe – registrazione, missaggio
- Chris Gehringer – mastering

## Classifiche
| Classifica (2018) | Posizione massima |
| ----------------- | ----------------- |
| Italia            | 7                 |